# Clermont-en-Argonne
Clermont-en-Argonne ist eine französische Gemeinde mit 1.428 Einwohnern (Stand: 1. Januar 2022) im Département Meuse in der Region Grand Est (bis 2015 Lothringen). Sie gehört zum Arrondissement Verdun, zum Kanton Clermont-en-Argonne und zum Kommunalverband Argonne-Meuse.

## Geographie
Clermont-en-Argonne liegt im Südosten der Argonnen, etwa 19 Kilometer westsüdwestlich von Verdun an der Aire. Umgeben wird Clermont-en-Argonne von den Nachbargemeinden Neuvilly-en-Argonne und Aubréville im Norden, Récicourt im Nordosten, Brabant-en-Argonne und Brocourt-en-Argonne im Osten, Les Souhesmes-Rampont im Südosten, Ville-sur-Cousances und Rarécourt im Süden, Beaulieu-en-Argonne im Südwesten, Futeau im Südwesten und Westen, Les Islettes im Westen sowie Le Neufour und Le Claon im Nordwesten.
Durch die Gemeinde führen die Autoroute A4 und die frühere Route nationale 3 (heutige D603) sowie die Bahnstrecke Saint-Hilaire-au-Temple–Hagondange.

## Geschichte
Durch die Bestimmungen des Friedens von Vincennes kam die Grafschaft 1661 zu Frankreich.

## Gemeindegliederung
Im Jahr 1972 schlossen sich die ehemaligen selbständigen Gemeinden Clermont, Auzéville-en-Argonne, Jubécourt und Parois zur neuen Gemeinde Clermont-en-Argonne zusammen.

## Bevölkerungsentwicklung
| Jahr                       | 1962 | 1968 | 1975 | 1982 | 1990 | 1999 | 2006 | 2019 |
| Einwohner                  | 911  | 1080 | 1605 | 1778 | 1794 | 1767 | 1636 | 1453 |
| Quellen: Cassini und INSEE |      |      |      |      |      |      |      |      |

## Sehenswürdigkeiten

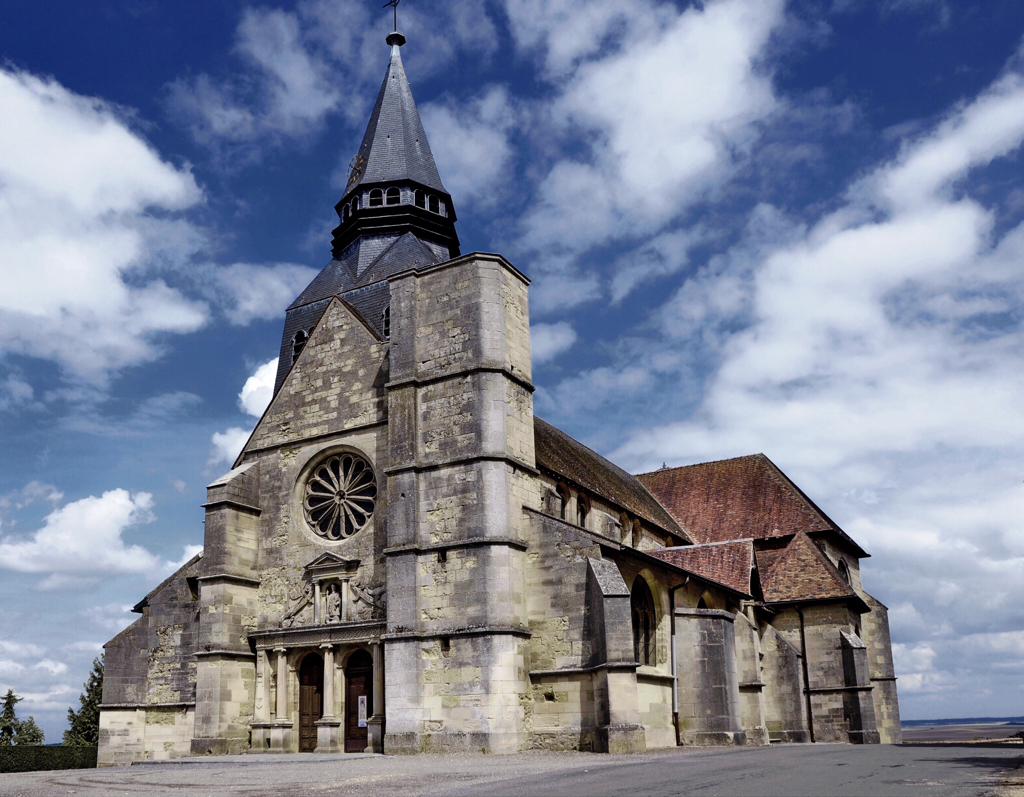
Kirche Saint-Didier

Siehe auch: Liste der Monuments historiques in Clermont-en-Argonne
- Kirche Saint-Didier aus dem 16. Jahrhundert, Monument historique seit 1908
- Kirche Saint-Gorgon in Auzéville-en-Argonne aus dem 12. Jahrhundert
- Kirche Saint-Michel in Jubécourt aus dem 16. Jahrhundert
- Kirche Saint-Vannes in Parois, erbaut 1843
- Kirche Saint-Rémi in Vraincourt aus dem 12. Jahrhundert, restauriert 1878 und 1918.
- Kapelle Sainte-Anne
- Taubenturm in Auzéville-en-Argonne, seit 1997 Monument historique
- Waschhaus in Parois, erbaut um 1700

## Persönlichkeiten
- Jean Guérin (vor 1763–1806), Lackmaler und Tischler
- Tilda Thamar (1921–1989), argentinische Schauspielerin